# Abrádzs al-Bajt
Az Abrádzs al-Bajt  (arabul: ابراج البيت, „A ház tornyai”,  angolul: Abraj Al Bait Towers, vagy Mecca Royal Clock Hotel Tower) egy hatalmas épületkomplexum a szaúd-arábiai Mekkában.
A komplexum több világrekordot is tart, többek között: a világ legmagasabb szállodája, a világ legmagasabb óratornya, a legnagyobb számlappal ellátott toronyóra. A szálloda tornya volt 2011-ben a második legmagasabb épület a világon (a dubaji Burdzs Kalifa után).
Az épületkomplexum néhány méterre található a világ legnagyobb mecsetjétől, az al-Maszdzsid al-Harámtól, amely a muszlimok legszentebb helye. A fejlesztő és a kivitelező a Saudi Binladin Group volt, amely az egyik legnagyobb építőipari vállalat a királyságban.

## A toronyóra
A szálloda óratornyának a tetején található óra a legnagyobb a világon, a Big Ben órájánál több mint hatszor nagyobb. Az óra számlapjai nagyobbak mint a Cevahir Mall óráján Isztambulban, amely 36 méter (118 láb) átmérőjű, ami a bevásárló komplexum átlátszó üveg tetején látható. Mind a négy óralap 46 méter (151 láb) átmérőjű, az órát 2 millió világító LED lámpa világítja meg, valamint egy hatalmas arab felirat is olvasható rajta: „Allah a legnagyobb”.

## A félhold
A mekkai toronyóra 93 méter magas tornyán egy félhold található, a csúcs tartalmaz egy csillagászati obszervatóriumot (holdmegfigyelő állomást) és egy irányítótornyot.  Ez a világ legnagyobb arany minaretje, beleértve a 23 méter magas arany félholdat is. A félholdat a dubaji Premier Composite Technology cég építette meg 2011 áprilisában, a félhold arany mozaikból készült, amelynek súlya 35 tonna. Peugeut Joseph és a cég hivatalos közlése szerint öt mérnök és száz dolgozó végezte a projektet, amelynek ára 90.000.000 dirham és a megépítése három hónapot vett igénybe. Ez a vállalat építette a mekkai óratornyot is.

## A megfigyelőfedélzet
Az óra felett megfigyelőfedélzet van az óratoronyban, melyet csúcstechnikával felszerelt  távcsővel látnak el a Ramadánnal kapcsolatos számítások és megfigyelések számára. Egyúttal kialakítanak egy helyiséget  városnézés céljára is.

## Az épület tornyainak összehasonlítása
| Torony       | Magasság         | Emelet | Befejezés | Státusz   |
| ------------ | ---------------- | ------ | --------- | --------- |
| Hotel torony | 601 m (1972 láb) | 95     | 2011      | Befejezve |
| Hágár        | 260 m (850 láb)  | 48     | 2011      | Befejezve |
| Zamzam       | 260 m (850 láb)  | 48     | 2011      | Befejezve |
| Makám        | 250 m (850 láb)  | 45     | 2012      | Befejezve |
| Kibla        | 250 m (820 láb)  | 45     | 2011      | Befejezve |
| Marva        | 240 m (820 láb)  | 42     | 2008      | Befejezve |
| Szafa        | 240 m (820 láb)  | 42     | 2007      | Befejezve |

## Külső hivatkozások
- A Wikimédia Commons tartalmaz Abrádzs al-Bajt témájú kategóriát.